# Paulo Cardoso da Silva
Paulo Cardoso da Silva (ur. 19 października 1934 w Caruaru) – brazylijski duchowny rzymskokatolicki, w latach 1985-2011 biskup Petrolina.

## Życiorys
Święcenia kapłańskie przyjął 11 grudnia 1960. 30 listopada 1984 został prekonizowany biskupem Petrolina. Sakrę biskupią otrzymał 19 marca 1985. 27 lipca 2011 przeszedł na emeryturę.